# Comusia thailandica
Comusia thailandica är en skalbaggsart som beskrevs av Hayashi 1986. Comusia thailandica ingår i släktet Comusia och familjen långhorningar. Inga underarter finns listade i Catalogue of Life.